# Jeff Weiner
Jeff Weiner est un homme d'affaires américain, CEO depuis juin 2009 du réseau social professionnel en ligne LinkedIn.

## Biographie

### Études et débuts professionnels
En 1992, Jeff Weiner est diplômé d'un Bachelor of Science (Licence) en Économie à l'université Wharton School Pennsylvanie.

### Carrière
[à développer]
En 1994, Jeff Weiner commence sa carrière au sein de Warner Bros où il occupe plusieurs responsabilités, notamment la fonction de vice-président.
En 2001, Jeff Weiner entre dans le groupe Yahoo!, où il occupe plusieurs postes, comme celui de vice-président exécutif de Yahoo's Network Division.
En juin 2009, il devient le CEO de LinkedIn Corporation  après avoir servi comme Président par intérim depuis décembre 2008.
En février 2020, après 11 ans de responsabilités, il annonce vouloir quitter ses fonctions au sein de LinkedIn à compter de juin 2020.

## Prix et récompenses
En mars 2014, Jeff Weiner a été classé premier « patron le plus apprécié des employés » par le jobboard du site Glassdoor.